# Depressaria libanotidella
Depressaria libanotidella — вид лускокрилих комах родини плоских молей (Depressariidae).

## Поширення
Вид поширений в Європі, на Близькому Сході, в Середній та Північній Азії. Присутній у фауні України.

## Опис
Розмах крил становить 22-29 мм.

## Спосіб життя
Імаго літають в червні. Є одне покоління за рік. Личинки живляться листям та суцвіттям жабриці-ладанника і стародуба пруського.